# Vignanello
Vignanello település Olaszországban, Viterbo megyében. Lakosainak száma 4279 fő (2023. január 1.). Vignanello Corchiano, Gallese, Vallerano, Vasanello, Fabrica di Roma és Soriano nel Cimino községekkel határos.

## Népesség
A település népessége az elmúlt években az alábbi módon változott:
| Lakosok száma | 4603 | 4523 | 4279 |
|               | 2017 | 2018 | 2023 |